# Maud Olofsson
Maud Elisabeth Olofsson, geboren Olsson (Arnäsvall, 9 augustus 1955), is een Zweedse oud-politica. Ze is lid van de Centerpartiet, waarvan ze tussen 2001 en 2011 de partijleider was. Tevens was zij onder meer minister van Ondernemen en Energie (2006–2011) en vicepremier van Zweden (2006–2010) in het kabinet van premier Fredrik Reinfeldt.

## Biografie
Olofsson begon haar politieke carrière binnen de jeugdorganisatie van de Centerpartiet. Daarna kwam ze in de gemeenteraad van Luleå (vanaf 1976). In de jaren negentig werkte ze als adviseur van de toenmalige minister van Arbeid Börje Hörnlund.
Op 19 maart 2001 werd ze verkozen tot de eerste vrouwelijke leider van de Centerpartiet ooit. Olofsson bleef de nadruk op het platteland leggen en stond een centrumrechtse economische politiek voor. Opmerkelijk was dat ze de ideologie van haar partij typeerde als sociaalliberalisme, wat voorheen nog nooit was gebeurd. Ze versterkte de banden met de centrumrechtse partijen in Zweden en richtte in 2004 met die partijen de Allians för Sverige op. Die alliantie veroverde een meerderheid bij de parlementsverkiezingen van 2006, waarna een kabinet gevormd werd onder leiding van premier Fredrik Reinfeldt (Moderaterna). Olofsson werd benoemd tot vicepremier en minister van Ondernemen en Energie. In laatstgenoemde functie was ze onder meer de verantwoordelijke minister tijdens de overname van het Nederlandse energiebedrijf Nuon door het Zweedse Vattenfall.
Waar Olofsson haar partij bij de verkiezingen van 2002 en 2006 twee keer naar winst had geleid, viel de Centerpartiet bij de verkiezingen van 2010 zes zetels terug. De centrumrechtse regering bleef overeind, maar in 2011 trad Olofsson voortijdig terug als minister en partijleider. Beide functies werden overgenomen door Annie Lööf. Ook nam Olofsson afscheid van de Riksdag, het Zweedse parlement waarin zij sinds 2002 had gezeteld.
Maud Olofsson is gehuwd en heeft drie kinderen.